# Marmonna
Marmonna is een geslacht van vlinders van de familie spinners (Lasiocampidae).

## Soorten
- M. gella Zolotuhin & Prozorov, 2010
- M. marmorata Zolotuhin & Prozorov, 2010
- M. murphyi Zolotuhin & Prozorov, 2010